# Восход (Хабаровський район)
Восхо́д (рос. Восход) — село у складі Хабаровського району Хабаровського краю, Росія. Входить до складу Осиноворіченського сільського поселення.

## Населення
Населення — 228 осіб (2010; 219 у 2002).
Національний склад (станом на 2002 рік):
- росіяни — 83 %